# Morine A. Nyquist
Morine A. Nyquist (Axtell, (Nebraska), 29 maart 1909 – 9 april 1990) was een Amerikaans componist, muziekpedagoog en dirigent.
Van deze componist en dirigent is niet veel bekend. Hij studeerde onder andere aan het Nebraska State Teachers College aan het einde van de jaren twintig van de 20e eeuw. Verder is bekend dat hij medeoprichter was van de American School Band Directors Association, Inc. (ASBDA) voor de staat Wyoming. Hij was muziekdocent aan de Reliance High School van 1946 tot 1952. Hij trouwde in 1930 met Marjory Carolyn Soudy (1911-1992), een organiste en onderwijzeres; het echtpaar kreeg twee kinderen, Arthur Morine en Marilyn Elizabeth. Als componist schreef hij een aantal werken voor harmonieorkest, koren en kamermuziek. Hij was onder meer dirigent van de Texas Lutheran College Concert Band.

## Composities

### Werken voor harmonieorkest
- 1955 The Homesteaders Overture
- 1956 La Chica Cubana
- 1956 Cane Country
- Flashing Brass March
- Holiday in Tyrol Overture
- Lonesome Valley Suite
- Parade Precision March
- Prom Queen Overture
- Skymaster March

### Vocale muziek

#### Werken voor koor
- Into the Woods my Master went, voor gemengd koor

### Kamermuziek
- 1952 Mazurka in a mineur, voor hoorn en piano
- 1955 Three bagatelles, voor klarinetkwartet
- 1956 Melody for Horn
- 1956 Echo Lake, voor altsaxofoon en piano